# Isotropis
Isotropis là một chi thực vật có hoa trong họ Fabaceae, đặc hữu của Úc.

## Các loài
- Isotropis atropurpurea F.Muell.
- Isotropis canescens F.Muell.
- Isotropis centralis Maconochie
- Isotropis cuneifolia (Sm.) Heynh. &
- Isotropis drummondii Meisn. –
- Isotropis filicaulis Benth.
- Isotropis foliosa Crisp
- Isotropis forrestii F.Muell.
- Isotropis juncea Turcz. &
- Isotropis parviflora Benth.
- Isotropis wheeleri Benth.
- Isotropis winneckei F.Muell.

## Hình ảnh

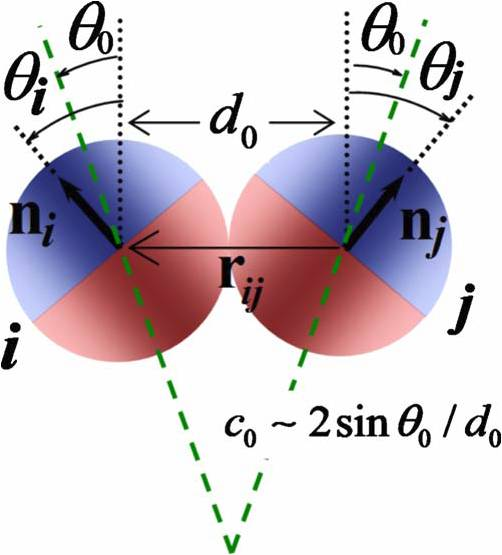
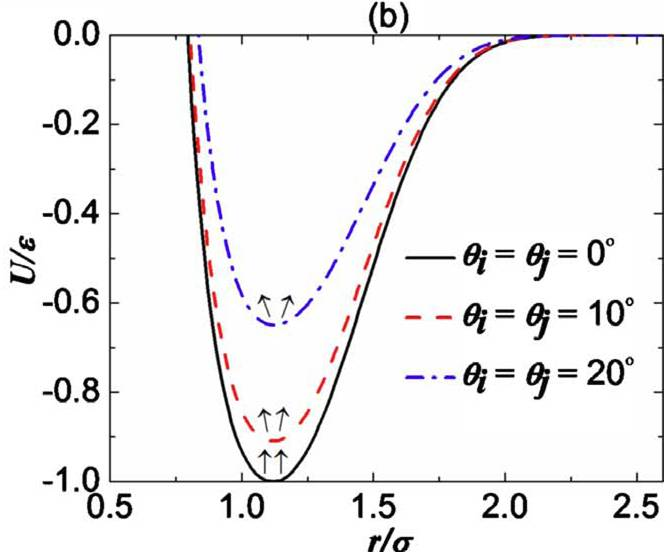